# Massacre de Borovo Selo
Guerre de Croatie et Guerres yougoslaves

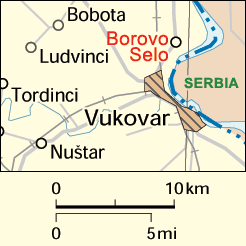
Emplacement de Borovo Selo par rapport à Vukovar.

La bataille de Borovo Selo du 2 mai 1991, connu en Croatie sous le nom de massacre de Borovo Selo (en croate : Pokolj u Borovom Selu) et en Serbie sous le nom d'incident de Borovo Selo (en serbe : Инцидент у Боровом Селу), est l'un des premiers affrontements armés de la Guerre de Croatie. L'affrontement a été précipité par des mois de tensions ethniques croissantes, de violence et de combats armés à Pakrac (en) et aux lacs de Plitvice en mars. La cause immédiate de l'affrontement dans le village de Borovo Selo, au nord de Vukovar, où l'ethnie serbe est très présente, a été une tentative ratée de remplacer le drapeau yougoslave par le drapeau croate. Cette tentative non autorisée, menée par quatre policiers croates, s'est soldée par la capture de deux d'entre eux par une milice serbe croate présente dans le village. Pour récupérer les captifs, les autorités croates ont déployé des policiers supplémentaires, qui sont tombés dans une embuscade. Au moins douze policiers croates et un paramilitaire serbe furent tués avant que l'Armée populaire yougoslave (JNA) n'intervienne et ne mette fin aux affrontements. L'événement est considéré comme l'un des déclencheurs des guerres de Yougoslavie.
La confrontation a entraîné une nouvelle détérioration de la situation générale en Croatie, amenant les Croates et les Serbes à s'accuser mutuellement d'agression manifeste et d'être des ennemis de leur nation. Pour la Croatie, l'événement était une provocation car les corps de certains des policiers croates tués lors de l'incident auraient été mutilés. L'affrontement de Borovo Selo a anéanti tout espoir de désamorcer politiquement l'escalade du conflit et a rendu la guerre presque inévitable. La présidence de la Yougoslavie s'est réunie plusieurs jours après la bataille et a autorisé la JNA à se déployer dans la région pour prévenir tout nouveau conflit. Malgré ce déploiement, des escarmouches ont persisté dans la région. Après la guerre, un ancien paramilitaire a été reconnu coupable de crimes de guerre pour son rôle dans les sévices infligés aux deux policiers capturés, et a été condamné à trois ans de prison. Quatre autres personnes ont été inculpées, mais sont toujours en liberté en dehors de la Croatie.

## Contexte
En 1990, à la suite de la défaite électorale du gouvernement de la République socialiste de Croatie par l'Union démocratique croate (Hrvatska demokratska zajednica – HDZ), les tensions ethniques entre Serbes et Croates se sont aggravées. L'Armée populaire yougoslave (Jugoslovenska Narodna Armija – JNA) a confisqué les armes des Forces de défense territoriale de Croatie (Teritorijalna obrana – TO) afin de minimiser les risques de violence à la suite des élections. Le 17 août, les tensions interethniques ont dégénéré en une révolution ouverte des Serbes croates, centrée sur les régions de l'arrière-pays de la Dalmatie majoritairement peuplées de Serbes, autour de Knin, et des zones de la Lika, de Kordun, du Banovina et de la Slavonie.
En juillet 1990, les Serbes créent un Conseil national serbe pour coordonner l'opposition à la politique du président croate Franjo Tuđman visant à poursuivre le processus indépendantiste croate. Milan Babić, un dentiste de Knin, est élu président du conseil, tandis que le chef de la police de Knin, Milan Martić, crée un certain nombre de milices paramilitaires. Les deux hommes deviennent les dirigeants politiques et militaires de l'Oblast autonome serbe de Krajina (en) (OAS de Krajina), un État autoproclamé qui englobe les zones habitées par les Serbes en Croatie. En mars 1991, les autorités de l'OAS de Krajina, soutenues par le gouvernement serbe, commencent à consolider leur contrôle sur les régions de Croatie peuplées de Serbes, ce qui donne lieu à un affrontement sans effusion de sang à Pakrac (en) et aux premières victimes lors de l'incident des lacs de Plitvice.
Au début de l'année 1991, la Croatie n'avait pas d'armée régulière. Afin de renforcer sa défense, elle a doublé les effectifs de la police pour les porter à environ 20 000 personnes. La partie la plus efficace des forces de police était la police spéciale croate (en), qui comptait 3 000 hommes et était déployée en douze bataillons de type militaire. En outre, la Croatie disposait de 9 000 à 10 000 policiers de réserve organisés au niveau régional en 16 bataillons et 10 compagnies, mais ils ne disposaient pas d'armes.

## Prélude
En 1991, le village de Borovo Selo, situé sur la rive droite du Danube en face de la Serbie, faisait partie de la municipalité de Vukovar. Alors que la ville de Vukovar elle-même avait une population ethniquement mixte de 47,2 % de Croates et 32,2 % de Serbes, les petites localités de la région étaient plus homogènes. Quatorze d'entre elles étaient majoritairement peuplées de Croates, dix (dont Borovo Selo) de Serbes, deux de Ruthènes et les deux dernières étaient ethniquement mixtes.
Dans un contexte d'aggravation des tensions ethniques, Borovo Solo a été barricadée le 1er avril, un jour après l'affrontement des lacs de Plitvice. Deux jours plus tard, la garnison de la JNA à Vukovar a porté son état de préparation au combat (en) au niveau maximum. Au début du printemps, Croates et Serbes sont parvenus à un accord selon lequel la police ceroate n'entrerait pas dans Borovo Selo sans l'accord explicite des autorités serbes locales. Un rassemblement politique a eu lieu à Borovo Selo le 14 avril et, à la fin du mois, la situation était devenue plus volatile. Les orateurs du rassemblement - le dirigeant du Parti radical serbe (Srpska radikalna stranka – SRS) Vojislav Šešelj, le membre serbe de l'Assemblée nationale Milan Paroški et le Ministre de la Diaspora serbe (en) Stanko Cvijan - ont fait la promotion de la création de la Grande Serbie, un État qui réunirait tous les Serbes au sein d'un seul pays. Une semaine plus tard, à Jagodnjak, au nord d'Osijek, ils ont tous répété leurs discours, accompagnés d'un appel ouvert à tuer les Croates dissidents.
En outre, des paramilitaires Aigles blancs (en) sont arrivés à Borovo Selo à la mi-avril à la demande du commandant de la milice locale Vukašin Šoškoćanin (en). Les paramilitaires ont été armés soit directement par le Ministère de l’Intérieur serbe, soit par une milice liée à l'OAS de Krajina, avec l'approbation des autorités serbes,. Fin avril 1991, les Aigles blancs de Borovo Selo ont été rejoints par des combattants de l'unité militaire Dušan le Puissant, liée au parti Renouveau national serbe (en).
À la mi-avril, des roquettes Armbrust ont été tirées sur le village depuis les positions croates situées à l'extérieur de Borovo Selo. Selon une version de l'événement, plusieurs obus ont été tirés sur des machines agricoles qui servaient de barricades à la périphérie de Borovo Selo. Selon une deuxième version, trois roquettes ont été tirées sur le village dans le but précis d'attiser les tensions ethniques. L'une des roquettes a touché une maison et une autre a atterri dans un champ sans exploser. Il n'y a pas eu de victimes. Radio-Television Belgrade a ensuite diffusé des images des fusées et les a présentées comme une preuve de l'agression croate, exacerbant ainsi les tensions interethniques. Les roquettes ont été tirées par un groupe d'hommes conduits sur le site par le chef de la police d'Osijek Josip Reihl-Kir (en), qui a ensuite été tué par des irréguliers croates. Le Ministre de l'Intérieur croate (en) Josip Boljkovac (en) a indiqué par la suite que le groupe comprenait le vice-ministre de la Défense (en) Gojko Šušak (en), Branimir Glavaš et Vice Vukojević. Šušak a affirmé qu'il n'avait rien à voir avec l'incident, mais a admis avoir été dans la zone à ce moment-là. Nikola Jaman, alors commandant d'une unité de réserve du ministère de l'Intérieur, a déclaré plus tard qu'il avait dirigé l'action et a nié que Šušak, Glavaš et Vukojević aient participé. Il a affirmé que l'action avait été planifiée avec Reihl-Kir.

## Chronologie
Dans la soirée du 1er mai 1991, quatre policiers croates sont entrés dans Borovo Selo pour tenter, sans autorisation, de remplacer le drapeau de la Yougoslavie du village par un drapeau de la Croatie. La tentative s'est soldée par un affrontement armé. Deux des policiers ont été blessés et faits prisonniers, et les deux autres ont pris la fuite après avoir été légèrement blessés (l'un au pied et l'autre à la tête). Selon le ministère croate de l'Intérieur, la police patrouillait sur la route Dalj-Borovo Selo au moment de l'incident. Bien que les agents aient été affectés à l'administration de la police d'Osijek, l'administration de la police de Vinkovci —  qui avait autorité sur la municipalité de Vukovar — a demandé au poste de police de Vukovar de contacter Šoškoćanin au sujet de l'incident. La police de Vukovar l'a contacté à 4 h 30, mais Šoškoćanin aurait dit qu'il ne savait rien. À 9 h 00, le chef de la police de Vinkovci Josip Džaja a téléphoné à Šoškoćanin et a reçu la même réponse. Lorsque Reihl-Kir a contacté Šoškoćanin une demi-heure plus tard, ce dernier a confirmé l'incident et a déclaré que la police avait tiré sur des membres de la population locale, blessant l'un d'entre eux. Reihl-Kir n'a pas réussi à obtenir la libération des deux officiers capturés.
Reihl-Kir et Džaja concluent qu'un groupe doit être envoyé à Borovo Selo. Šoškoćanin a accepté d'accorder à la police un passage sûr sous un drapeau blanc. Une force de vingt à trente policiers est ensuite entrée dans Borovo Selo. Bien que portant un drapeau blanc, ils sont tombés dans une embuscade tendue par des paramilitaires et des membres d'une milice locale. Environ 150 policiers sont arrivés en bus d'Osijek et de Vinkovci et ont été déployés en renfort. La force envoyée de Vinkovci est entrée dans Borovo Selo et est tombée dans une embuscade, tandis que les renforts envoyés d'Osijek via Dalj ont été arrêtés à un barrage routier au nord de Borovo Selo et n'ont pas réussi à entrer dans le village. Une fusillade s'ensuivit et dura jusqu'à 14 h 30, lorsque sept véhicules blindés de transport de troupes (VBTT) de la JNA entrèrent dans le village en provenance de Dalj. Un autre convoi de TTB déployé par la JNA à travers Borovo Naselje (en), juste au sud de Borovo Selo, a été arrêté par une foule de femmes croates qui ont refusé de les laisser passer.

## Conséquences

### Pertes
Douze policiers croates ont été tués et 21 blessés dans l'embuscade. Les deux policiers capturés ont traversé le Danube et ont été transportés à Novi Sad, mais ils ont été libérés et sont retournés à Osijek dans la soirée du 2 mai. Vojislav Milić, un paramilitaire de Valjevo, est le seul mort parmi les milices serbes. Quatre autres paramilitaires ont été blessés. Certains des policiers tués à Borovo Selo ont été retrouvés mutilés, les oreilles coupées, les yeux arrachés et la gorge tranchée,. Ces actes avaient pour but d'attiser la haine ethnique.

### Escalade vers la guerre

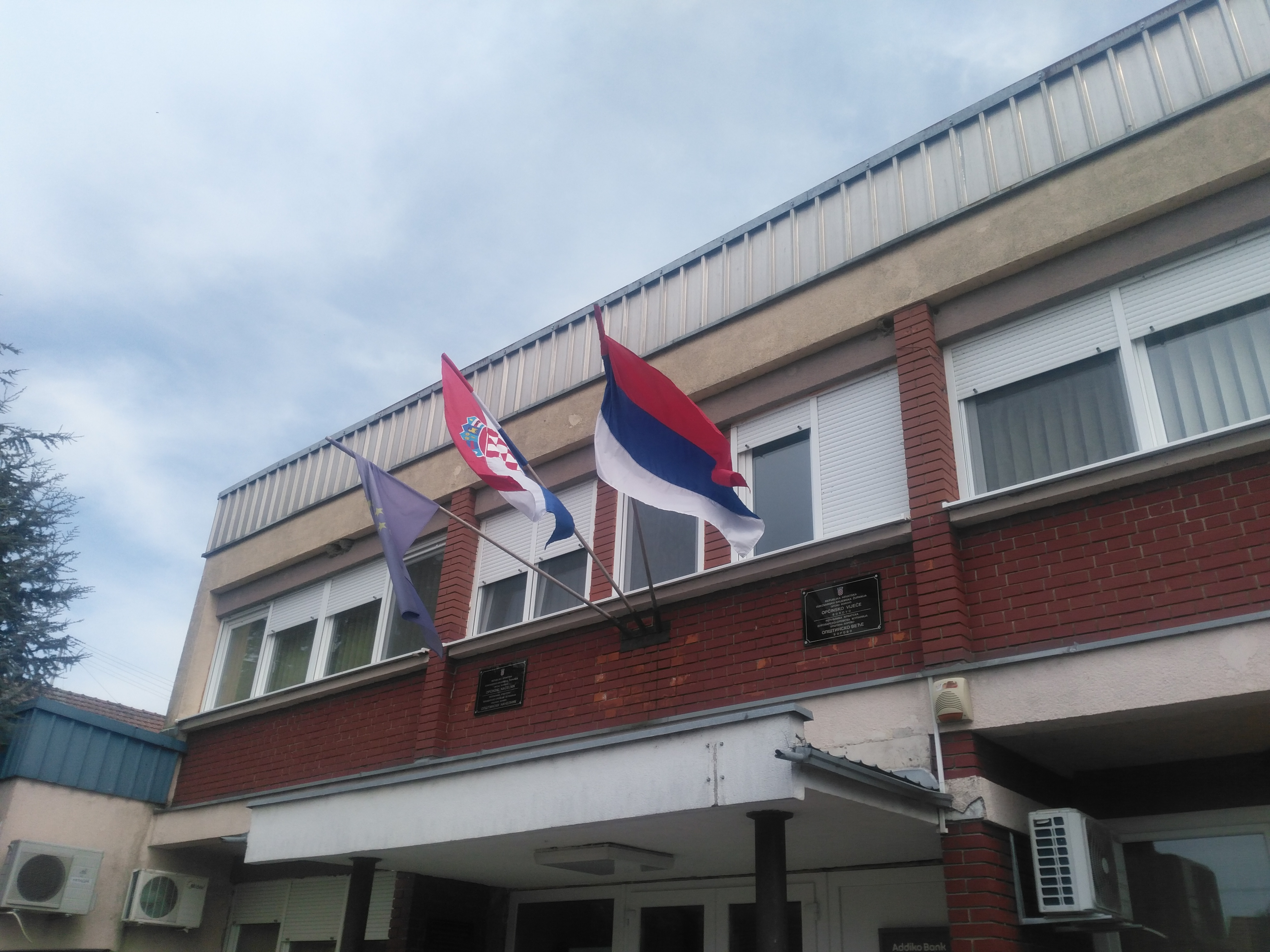
Le bâtiment municipal au centre de l'incident de mai 1991, vu en avril 2021

L'affrontement a conduit les conseillers de Tuđman à préconiser une déclaration immédiate d'indépendance de la Yougoslavie et des représailles contre la JNA, que les Croates considéraient comme pro-serbe,. Le 3 mai, Tuđman a estimé que la Croatie et la Serbie étaient virtuellement en guerre, mais il a déclaré qu'il espérait que la communauté internationale mettrait fin à la violence,. Selon l'historien croate Davor Marijan, la décision de Tuđman de ne pas riposter contre la JNA a souvent été interprétée à l'époque comme une lâcheté proche de la trahison, ce qui a entraîné des critiques publiques et la démission du général Martin Špegelj (en) du poste de ministre de la Défense. Néanmoins, cette décision a permis à la Croatie de disposer d'un temps précieux pour se préparer à la guerre, comme l'amiral de la flotte de la Marine yougoslave Branko Mamula (en) l'a admis plus tard. L'incident a choqué le public croate, provoquant un changement massif de l'opinion publique en faveur de la diabolisation des Serbes, soutenue par les médias croates (en). Les Serbes étaient collectivement qualifiés de « Tchetniks », de « terroristes » et d'« ennemis de la Croatie ». De même, les Serbes désignaient les Croates comme des « Oustachis » et des « ennemis du peuple serbe ». Un règlement politique permettant d'éviter une guerre totale devenait donc de plus en plus improbable,.
Les 8 et 9 mai, la Présidence de la Yougoslavie se réunit pour discuter des événements de Borovo Selo et délibérer sur une demande d'intervention militaire de la JNA. Les présidents de toutes les républiques constitutives de Yougoslavie étaient présents à la réunion. Les dirigeants croates autorisent le déploiement de la JNA dans les zones où les tensions interethniques sont fortes. Le 9 mai, des représentants des gouvernements fédéral (en) et croate se rendent à Vukovar. Les représentants fédéraux se sont rendus à Borovo Selo, contrairement aux représentants du gouvernement croate qui ont déclaré qu'ils « refusaient de parler aux terroristes ». En réponse à l'affrontement de Borovo Selo, la JNA a redéployé une partie de la 12e brigade mécanisée prolétarienne d'Osijek et le 1er bataillon mécanisé de la 453e brigade mécanisée basée à Sremska Mitrovica vers la région de Vukovar. Dans le même temps, le 2e bataillon mécanisé de la 36e brigade mécanisée est déplacé de Subotica à Vinkovci. Malgré le déploiement de la JNA dans la région, des escarmouches à caractère ethnique ont persisté jusqu'au début de la bataille de Vukovar à la fin du mois d'août.

### Controverse sur le mémorial et poursuites judiciaires

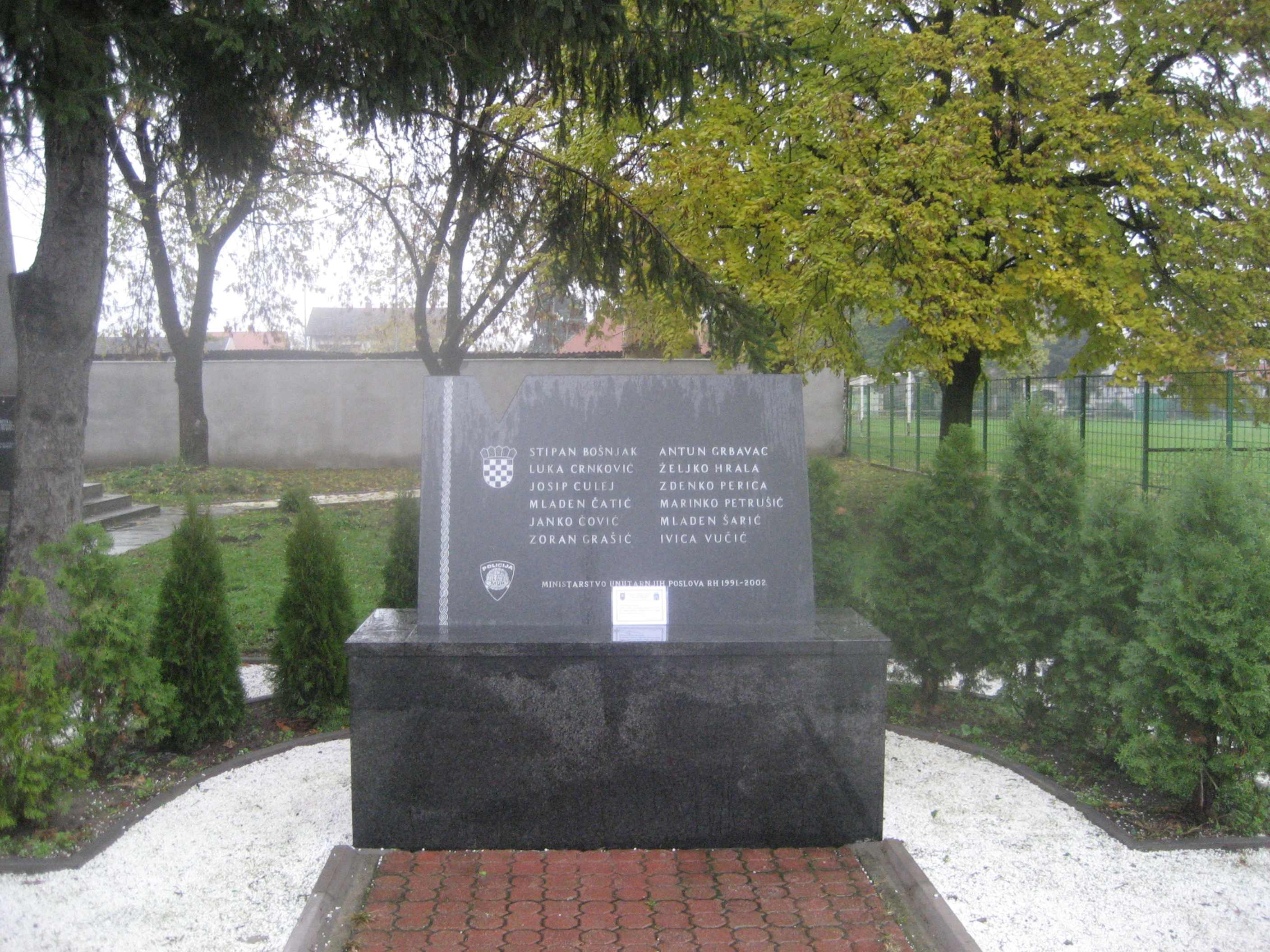
Le mémorial de Borovo Selo tel qu'il apparaissait avant 2012

Pendant l'Administration transitoire des Nations unies (1996-1998), établie conformément à l'accord d'Erdut pour rétablir le contrôle croate sur la région, trois organisations non gouvernementales croates ont érigé un mémorial sur le domaine public à l'entrée de Borovo Selo, mais le site a été rapidement vandalisé. Un nouveau monument a été érigé au centre du village en 2002, mais il a également été vandalisé peu après son achèvement. Une nouvelle plaque portant les noms des 12 policiers croates tués lors de l'incident a été ajoutée au monument en 2012, mais a également fait l'objet d'actes de vandalisme. Bien que le vandalisme ait été condamné par les politiciens serbes locaux, ceux-ci se sont plaints que le mémorial était offensant pour la minorité serbe et qu'il imposait une culpabilité à l'ensemble de la communauté parce qu'il qualifiait les forces serbes à Borovo Selo en 1991 de « terroristes serbes ».
En février 2012, un tribunal d'Osijek reconnu Milan Marinković coupable de crimes de guerre et l'a condamné à trois ans et demi de prison pour avoir maltraité deux policiers croates capturés. En 2014, la peine de Marinković a été réduite à trois ans en appel. Quatre autres hommes ont été inculpés pour les mauvais traitements infligés aux officiers. Comme ils vivent en dehors de la Croatie, ils ne peuvent être poursuivis par la justice croate.

### Ouvrages
- Mile Bjelajac et Ozren Žunec, Confronting the Yugoslav Controversies: A Scholars' Initiative, West Lafayette, Indiana, Purdue University Press, 2012, 232–273 p. (ISBN 9781557536174, lire en ligne), « The War in Croatia, 1991–1995 »
- Central Intelligence Agency, Office of Russian and European Analysis, Balkan Battlegrounds: A Military History of the Yugoslav Conflict, 1990–1995, Washington, D.C., Central Intelligence Agency, 2002 (ISBN 9780160664724, OCLC 50396958, lire en ligne)
- Mihailo Crnobrnja, The Yugoslav Drama, Montreal, Quebec, McGill-Queen's University Press, 1996 (ISBN 9780773566156, lire en ligne)
- (hr) Tihomir Čuljak, Rat [« War »], Osijek, 2003 (ISBN 953-98383-2-0)
- Robert J. Donia et John Van Antwerp Fine, Bosnia and Hercegovina: A Tradition Betrayed, London, England, C. Hurst & Co., 1994 (ISBN 9781850652120, lire en ligne)
- Hannes Grandits et Carolin Leutloff, Potentials of Disorder: Explaining Conflict and Stability in the Caucasus and in the Former Yugoslavia, Manchester, England, Manchester University Press, 2003, 23–45 p. (ISBN 9780719062414, lire en ligne), « Discourses, Actors, Violence: The Organisation of War-Escalation in the Krajina Region of Croatia 1990–91 »
- Marko Attila Hoare, Central and Southeast European Politics Since 1989, Cambridge, England, Cambridge University Press, 2010, 111–136 p. (ISBN 9781139487504, lire en ligne), « The War of Yugoslav Succession »
- Paul Hockenos, Homeland Calling: Exile Patriotism & the Balkan Wars, Ithaca, New York, Cornell University Press, 2003 (ISBN 9780801441585, lire en ligne)
- (hr) Davor Marijan, Bitka za Vukovar [« Battle of Vukovar »], Zagreb, Hrvatski institut za povijest, 2004 (ISBN 9789536324453, lire en ligne)
- R. Craig Nation, War in the Balkans, 1991–2002, Carlisle, Pennsylvania, Strategic Studies Institute, 2003 (ISBN 9781584871347, lire en ligne)
- (hr) Ante Nazor, Počeci suvremene hrvatske države: kronologija procesa osamostaljenja Republike Hrvatske: od Memoranduma SANU 1986. do proglašenja neovisnosti 8. listopada 1991 [« Beginnings of the Modern Croatian State: A Chronology of the Independence of the Republic of Croatia: from 1986 SANU Memorandum to the Declaration of Independence on 8 October 1991 »], Zagreb, Croatia, Croatian Homeland War Memorial Documentation Centre, 2007 (ISBN 9789537439019, lire en ligne)
- Wendy Pullan et Britt Baillie, Locating Urban Conflicts: Ethnicity, Nationalism and the Everyday, Basingstoke, England, Palgrave Macmillan, 2013 (ISBN 9781137316882, lire en ligne)
- Brendan O'Shea, Perception and Reality in the Modern Yugoslav Conflict: Myth, Falsehood and Deceit 1991–1995, London, England, Routledge, 2012 (ISBN 9780415650243, lire en ligne)
- Sabrina P. Ramet, Balkan Babel: The Disintegration of Yugoslavia From the Death of Tito to the Fall of Milošević, Boulder, Colorado, Westview Press, 2002 (ISBN 9780813339870, lire en ligne)
- Božo Repe, Encyclopedia of Human Rights, Volume 1, Oxford, England, Oxford University Press, 2009, 138–147 p. (ISBN 9780195334029, lire en ligne), « Balkan Wars »
- Laura Silber et Allan Little, The Death of Yugoslavia, London, England, Penguin Books, 1996 (ISBN 9781575000053, lire en ligne)
- Ejub Štitkovac, Burn This House: The Making and Unmaking of Yugoslavia, Durham, North Carolina, Duke University Press, 2000, 154–174 p. (ISBN 9780822325901, lire en ligne), « Croatia: The First War »
- Robert Thomas, Serbia Under Milošević: Politics in the 1990s, London, England, C. Hurst & Co., 1999 (ISBN 9781850653417, lire en ligne)
- Mark Thompson, Forging War: The Media in Serbia, Croatia, Bosnia and Hercegovina, Luton, England, University of Luton Press, 1999 (ISBN 9781860205521)

### Articles de revues scientifiques
- (hr) Davor Marijan, « Bitka za Vukovar 1991. » [« Battle of Vukovar »], Croatian Historical Institute – Department of History of Slavonia, Srijem and Baranja, vol. 2, no 1,‎ octobre 2002, p. 367–402 (ISSN 1332-4853, lire en ligne)
- Davor Marijan, « The Sarajevo Ceasefire – Realism or strategic error by the Croatian leadership? », Croatian Institute of History, vol. 7, no 1,‎ mai 2012, p. 103–123 (ISSN 1845-4380, lire en ligne)
- (hr) Stjepan Sučić, « Značaj obrane Vukovara u stvaranju hrvatske države » [« Significance of Vukovar Defence in Creation of the Croatian State »], St. George Association, Zagreb, vol. 12, no 3,‎ juin 2011, p. 11–69 (ISSN 1332-4454, lire en ligne)

### Articles de presse
- (hr) Sanja Butigan, « Na spomenik ubijenim redarstvenicima četiri "S" ispisao mladić (20) iz Borova » [« A 20-Year Old Youth from Borovo Writes Four S-es on the Monument to the Killed Constables »], Glas Slavonije, Osijek, Croatia,‎ 2 juin 2012 (ISSN 0350-3968, lire en ligne [archive du 3 novembre 2013])
- (hr) Martina Čizmić, « Josip Boljkovac: Hrvatska je prva napala Srbe » [« Josip Boljkovac: Croatia Attacked Serbs First »], Nacional, Zagreb, Croatia,‎ 13 février 2009 (ISSN 1331-8209, lire en ligne [archive du 4 novembre 2013], consulté le 24 septembre 2013)
- (hr) Vanja Deželić, « Puhovski: Spomen ploča u Borovu Selu osuđuje srpske teroriste, a ne Srbe kao manjinu » [« Puhovski: Borovo Selo Memorial Plaque Condemns Serb Terrorists Rather Than Serbs as a Minority »] [archive du 3 novembre 2013], Zagreb, Croatia, Politika Plus, 10 mai 2012
- Boris Pavelić, « Milan Marinkovic Sentenced for War Crimes in Borovo Selo » [archive du 20 avril 2013], Balkan Insight, 1er février 2012
- Tomislav Prusina, « Jaman: Boljkovac laže » [« Jaman: Boljkovac is lying »], Jutarnji list,‎ 11 février 2009 (lire en ligne)
- Danijela Mikola, « Nitko nije kažnjen: U Borovu Selu ubijeno 12 redarstvenika » [« No Justice: 12 Police Officers Killed in Borovo Selo »], 24sata.hr,‎ 2 mai 2014 (lire en ligne)
- « Roads Sealed as Yugoslav Unrest Mounts », Reuters, New York City,‎ 19 août 1990 (ISSN 0362-4331, lire en ligne [archive du 21 septembre 2013])
- « Tri godine zatvora za mučenje hrvatskih redarstvenika 1991. » [« Three years in prison for the torture of two Croatian policemen in 1991 »], Glas slavonije,‎ 14 mai 2014 (lire en ligne)

### Autres sources
- (hr) « Memorijal 12 redarstvenika, 2008. » [« 12 Constables Memorial, 2008 »] [archive du 25 septembre 2013], Ministry of the Interior (Croatia), 2008
- « The Prosecutor vs. Milan Martic – Judgement », International Criminal Tribunal for the former Yugoslavia, 12 juin 2007